# Seznam dánských spisovatelů
Seznam dánských spisovatelů obsahuje přehled některých významných spisovatelů, narozených nebo převážně publikujících v Dánsku.

## A
- Jeppe Aakjær (1866–1930), básník a prozaik
- Jansen Erik Aalbæk (1923–1997), prozaik a kněz
- Emil Aaerstrup (1800–1856), básník, lékař a městský fyzikus v Odense
- Kjeld Abell (1901–1961), dramatik
- Ove Abildgaard (1916–1990), básník
- Benny Andersen (* 1929), básník, hudebník, prozaik a scenárista
- Hans Christian Andersen (1805–1875), pohádkář, básník a dramatik
- Knud Andersen (1890–1980), autor námořních příběhů.
- Vilhelm Andersen (1864–1953), literární historik a kritik
- Vita Andersen (* 1944), spisovatelka
- Anders Arrebo (1587–1637), básník a biskup

## B
- Jens Imannuel Baggesen (1764–1826), básník
- Herman Bang (1857–1912), romanopisec
- Knuth Becker (1891–1974), prozaik
- Vilhelm Bergsøe (1835–1911), prozaik a zoolog
- Charlotta Dorothea Biehlová (1731–1788), spisovatelka, dramatička a překladatelka
- Thorklid Bjørnvig (* 1918), básník, překladatel a literární teoretik
- Steen Steensen Blicher (1782–1848), prozaik a básník
- Karen Blixenová (1885–1962), prozaička
- Anders Bodelsen (* 1937), prozaik
- Cecil Bødker (* 1927), prozaička a básnířka
- Ludvig Adolf Bødtcher (1793–1874), básník
- Emil Bønnelycke (1893–1953), básník a prozaik
- Jytte Borberg (* 1917), prozaička
- Poul Borum (1934–1996), básník a literární kritik
- Tycho Brahe (1546–1601), astronom a renesanční latinsky píšící básník
- Georg Morris Cohen Brandes (1842–1927), literární historik a kritik
- Jørgen Gustava Brandt (* 1929), básník
- Hans Christian Branner (1903–1966), prozaik a dramatik
- Hans Brix (1870–1961), literární historik, kritik a editor
- Susanne Brøgger (* 1944), prozaička
- Mogens Brøndsted (* 1918), literární historik
- Hans-Adolph Brorson (1694–1764), básník a biskup
- Torben Brostrøm (* 1927), literární historik, kritik a editor

## C
- Sophus Claussen (1865–1931), básník, novinář a malíř

## D
- Albert Dam (1880–1972), prozaik
- Tove Ditlevsenová (1917–1976), prozaička a básnířka
- Aage Dons (1903–1993), prozaik
- Holger Drachmann (1846–1908), spisovatel a malíř
- Jette Drewsen (* 1943), prozaička

## E
- Carit Etlar (1816–1900), autor dobrodružných příběhů
- Carl Ewald (1856–1908), prozaik a satirk, autor pohádek
- Johannes Ewald (1743–1781), básník

## F
- Jens Fink-Jensen (* 1956), spisovatel, lyrik, fotograf a skladatel
- Svend Fleuron (1874–1966), autor přírodních obrázků a příběhů ze života zvířat
- Peter Freuchen (1886–1957), polárník a spisovatel

## G
- Otto Gelsted (1888–1968), básník, literární kritik a překladatel
- Karl Adolph Gjellerup (1857–1919), prozaik
- Meïr Aron Goldschmidt (1819–1887), prozaik a vydavatel časopisů
- Vilhelm Grønbech (1873–1948), kulturní a náboženský historik a lingvista
- Vibeke Grønfeldt (* 1947), prozaička
- Nikolai Frederik Severin Grundtvig (1783–1872), spisovatel, kněz a pedagog
- Thomasine Gyllembourg (1773–1856), prozaička

## H
- Martin A. Hansen (1919–1955), prozaik
- Thorkild Hansen (1927–1989), prozaik
- Johannes Carsten Hauch (1790–1872), básník, dramatik a prozaik
- Johan Ludvig Heiberg (1791–1860), dramatik a estetik
- Peter Andreas Heiberg (1758–1841), básník a dramatik
- Piet Hein (1905–1996), básník, výtvarník a matematik
- William Heinesen (1900–1991), dánsky píšící faerský spisovatel
- Helle Helle (* 1965), prozaička
- Poul Henningsen (1894–1967), básník, literární kritik a novinář
- Agnes Henningsen (1868–1962), prozaička
- Harald Herdal (1900–1978), prozaik
- Henrik Heyman Hertz (1798–1870), dramatik a básník
- Peter Høeg (* 1957), prozaik
- Harald Høffding (1843–1931), filozof a profesor
- Per Højholt (* 1928), básník
- Ludvig Holberg (1684–1754), osvícenský dramatik, romanopisec, esejista a historik
- Knud Holst (1936–1995), básník, prozaik a výtvarník
- Ludvig Holstein (1864–1943), básník
- Jens Christian Hostrup (1818–1892), dramatik
- Peer Hultberg (* 1935), prozaik

## Ch
- Inger Christensen (1935–2009)

## I
- Bernhard Severin Ingemann (1789–1862)

## J
- Jens Peter Jacobsen (1847–1885)
- F. J. Billeskov Jansen
- Frank Jæger
- Dorothea Jensen
- Johannes Vilhelm Jensen (1873–1950)
- Johannes Jørgensen (1866–1956)

## K
- Christian Kampmann (1939–1988)
- Harald Kidde (1878–1918), prozaik
- Søren Kierkegaard (1813–1855)
- Thomas Kingo
- Rudolf Hans Kirk
- Mogens Klitgaard
- Erik Knudsen
- Jakob Knudsen
- Sven Møller Kristensen

## L
- Poul La Cour
- Per Lange
- Johannes Anker Larsen (1874–1957)
- Thøger Larsen
- Marianne Larsen
- Christina Leonora
- Kelvin Lindemann
- Willy-August Linnemann
- Hans Lyngby Jepsen

## M
- Svend Åge Madsen (* 1939)
- Ivan Malinovski (1926–1989)
- Hakon Mielche (1904–1979), autor cestopisů
- Ib Michael
- Sophus Michaëlis
- Karin Michaëlis
- Johannes Mølehave
- Poul Martin Møller
- Gustav Munch-Petersen
- Kaj Munk (1898–1944)

## N
- Henri Nathansen
- Martin Andersen Nexø (1869–1954)
- Hans-Jørgen Nielsen
- Morten Nielsen
- Henrik Nordbrandt

## O
- Adam Oehlenschläger (1779–1850)
- Axel Olrik
- Ernst Bruun Olsen
- Jess OØnsbro
- Poul Ørum

## P
- Jacob Paludan (1896–1975)
- Frederik Paludan-Müller
- Leif Panduro
- Nis Petersen
- Robert Storm Petersen
- Henrik Pontoppidan
- Knud Lyhne Rahbek
- Rasmus Rask (1787–1832)

## R
- Bent William Rasmussen
- Halfdan Rasmussen
- Knud Rasmussen (1879–1933)
- Ebbe Kløvedal Reich
- Klaus Rifbjerg (1931–2015)
- Peter P. Rohde
- Valdemar Rørdam
- Poul Vilhelm Rubow

## S
- Astrid Saalbachová (* 1955)
- Oler Sarvig
- Saxo Grammaticus (okolo 1140 – okolo 1220)
- Peter Seeberg
- Hans Hartvig Seedorff
- Hans Egede Schack
- Jens August Schade
- Sophus Schandorph
- Hans Scherfig (1905–1979)
- Johan Skjeldborg
- Tage Skou-Hansen
- Finn Søeborg
- Harry Søiberg
- Knud Sønderby
- Jorgen Sonne
- Jens SmAErup Sørensen
- Knus Sørensen
- Villy Sørensen
- Carl Erik Martin Soya
- Henrik Stangerup
- Helle Stangerup
- Henrik Steffens (1773–1845)
- Michael Strunge
- Viggo Stuckenberg

## T
- Pia Tafdrup
- Søren Ulrik Thomsen
- Kirsten Thorup
- Dan Turéll

## V
- Poul Vad
- Tage Voss

## W
- Gustav Wied (1858–1914)
- Dorrit Willumsen (* 1940)
- Christian Winther (1796–1876)
- Ole Wivel (1921–2004), básník, literární kritik, nakladatel a organizátor kulturního života